# Лиляново
Лиля́ново (болг. Лиляново) — село в Благоєвградській області Болгарії. Входить до складу общини Санданський.

## Населення
За даними перепису населення 2011 року у селі проживали 196 осіб, з них 185 осіб (98,4%) — болгари.
Розподіл населення за віком у 2011 році:
Динаміка населення: